# Марийд Кориган
Марийд Кориган–Магуаер ((на английски: Mairead Corrigan-Maguire) е северно ирландска активистка. Съосновател на най-влиятелното мирно северно ирландско движение „Общност на хората, радетели за мир“ (Community of Peace People), за което, заедно с Бети Уилямс, е удостоена с Нобелова награда за мир за 1976 г.